# Boldklubben Frem
Boldklubben Frem (také známý jako Frem, BK Frem nebo BK Frem Kodaň) je dánský sportovní klub ve čtvrti Valby v Kodani. Nejznámější je díky svému poloprofesionálnímu fotbalovému týmu. Od založení v roce 1886 vyhrál Frem šestkrát dánskou ligu a dvakrát dánský fotbalový pohár. Do nešťastného bankrotu v roce 1993 hrál Frem v nejvyšší lize ve všech s výjimkou šesti sezon.
Klub má také mládežnický a amatérský fotbalový tým a také kriketový tým. Účastní se také provozu sportovní školy KIES.

## Historie

### První roky

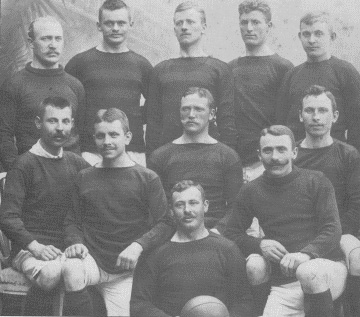
Kádr Fremu v sezóně 1901–1902 v Kodani

BK Frem byl založen jako Fremskridtsklubbens Cricketclub 17. července 1886 skupinou odbojných mladých mužů z protivládní Venstreho reformní strany jako zástěrka pro politické aktivity. V roce 1887 byl představen fotbal a jméno bylo změněno na Boldklubben Frem, stiftet af Fremskridtsklubbens.
V prvních dvou letech života klubu se odehrály pouze dva sportovní zápasy, ale když v roce 1889 pořádala Dánská fotbalová asociace fotbalový turnaj, byl klub pozván k účasti a v roce 1890 se Frem stal prvním dánským klubem, který ve fotbalovém zápase porazil KB. V roce 1902 se Frem stal neoficiálním dánským mistrem, když vyhráli ligu hranou pod patronátem Dánské FA. Byl to historicky první seniorský titul pro klub.
V roce 1905 klub přesídlil na své vlastní hřiště v Enghaveveji ve Vesterbro a tím docílil profilu jiné dělnické třídy. Do dnešního dne sponzorují Frem jak sociální demokraté, tak unie kovodělníků. V roce 1912 se Frem spojil s reprezentativním týmem Staevnet, který pořádal lukrativní exhibiční zápasy a hrál rozhodující roli v dánské politice.

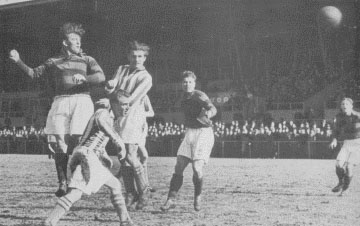
Zápas proti AB okolo roku 1940. Hráči Fremu (tmavé dresy): Pauli Jørgensen (vlevo vzadu), Johannes Pløger (druhý zprava) a Erling Sørensen (vpravo vzadu)

### Nejlepší dny
V letech 1923–1944 vyhrál Frem šestkrát Dánské mistrovství.

### Divize Yo-Yoing
Od roku 1983 se Frem potýkal s ekonomickou krizí a v roce 1993 spadl po bankrotu do Danmarksserien kvůli dluhu ve výši 8 500 000 dánských korun a obvinění z podvodu.
Po krátké, ale drahé účasti v Superligaen v sezóně 2003/04 se Frem opět ocitl na pokraji bankrotu s dluhem ve výši 10 000 000 dánských korun.

## Domácí hřiště

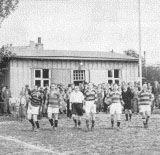
Sídlo klubu v Enghaveveji, Vesterbro užívané v letech 1905–1942

Frem hraje své domácí zápasy na skromném Valby Idraetsparku, který vlastní město.
V raných letech sídlil Frem v Österbro v Kodani a domácí zápasy hrál na Blegdamsfaelleden, spolu se svými hlavními soupeři v prvních letech existence klubu – s AB a KB. V roce 1905 přesídlil Frem na své vlastní hřiště v Enghaveveji ve Vesterbro. To, že vlastnili hřiště, dalo Fremu výhodu volných vstupenek. Jeho poloha ale vedla k mumlání některých fotbalových fanoušků, kterým se zdálo, že hřiště je příliš daleko od města.
V roce 1942 Frem přesídlil do Valby Idraetsparku, kde byl současný stánek postaven v roce 1965. Během let se v Idraetsparku odehrálo spousta zápasů. Není jisté, kdy tato tradice skončila.
V současné době je v plánu výstavba nového stadionu.

## Pocty

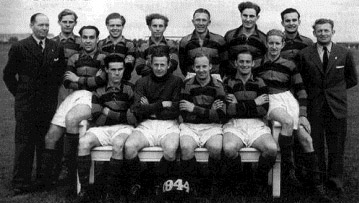
Kádr Fremu ve vítězné sezóně 1943–1944

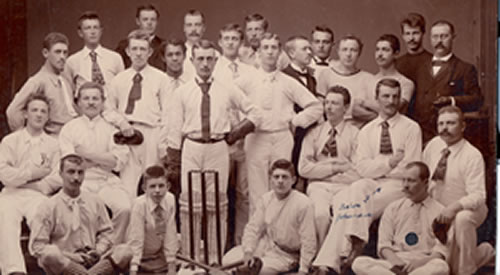
Kádr kriketu, 1892

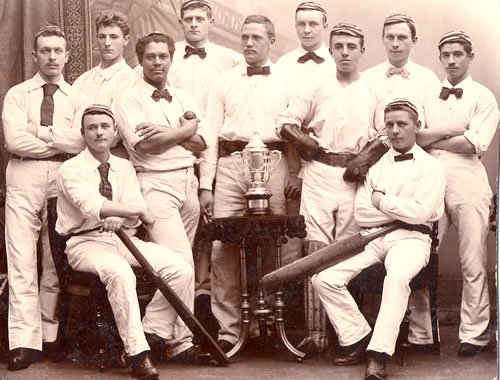
Kádr kriketu, 1898

### Kriket
- Mistři Kodaně
  - Vítězové (2): 1894, 1898

## Významní bývalí hráči
- Flemming Ahlberg 1967–1979
- Finn Bøje 1968–1973
- Lars Broustbo 1982–1995
- Axel Byrval 1893–1895, 1896–1909
- Stefan Campagnolo 1999–2003
- Walter Christensen 1937–1947
- Kaj Christiansen 1942–1948
- Knud Christophersen 1926–1935
- Hans Colberg 1942–1950
- Dan Eggen 1990–1993
- Svend Frederiksen 1936–1947
- Michael Giolbas 1997–2001
- John Hansen 1943–1948, 1957–1960
- Kaj Hansen 1960–1967
- Sophus Hansen 1906–1921
- Per Henriksen 1949–1960
- Eiler Holm 1921–1934
- Jørn Jeppesen 1967–1980
- Martin Jeppesen 1992–1994, 1996–2005, 2006–2007
- Pauli Jørgensen 1924–1942
- Sophus Krølben 1904–1910, 1912–1921
- Birger Larsen 1961–1969
- Lars Larsen 1970–1989
- Otto Larsen 1913–1924
- Søren Larsen 2003–2004
- George Lees 1951–1960
- Søren Lyng 1987–1991
- Ole Mørch 1967–1980
- Jørgen Nielsen 2003–2007, 2008
- Leif Nielsen 1961–1967
- Leif "Osten" Nielsen 1962–1972
- Leo Nielsen 1940–1949
- Johannes Pløger 1939–1948
- Jan B. Poulsen 1969–1976
- Leif Printzlau 1967–1977
- Ole Rasmussen 1979–1989
- Mirko Selak 2001–2005
- Helmuth Søbirk 1935–1937, 1939–1949
- Egon Sørensen 1935–1945
- Erling Sørensen 1939–1948
- Finn Willy Sørensen 1960–1967
- Thomas Thøgersen 1988–1993, 2002–2003
- Mikkel Thygesen 2002–2004
- Kaj Uldaler 1924–1927
- Kim Vilfort 1981–1985
- Per Wind 1973–1993, 1998
- Liam Douglas 2006–2007

## Kluboví funkcionáři
| Předseda                         | Erik Gamst     |
| Výkonný ředitel                  | Hans Hermansen |
| Hlavní trenér                    | Anders Theil   |
| Asistent trenéra                 | Morten Svan    |
| Trenér rezervního týmu           | Ole Rasmussen  |
| Asistent trenéra rezervního týmu | Steen Ryborg   |